# Estação Ferroviária de Areia de Baraúnas
A Estação Ferroviária de Areia de Baraúnas foi uma estação ferroviária localizada no município de Areia de Baraúnas, Paraíba.
A referida estação integrava o ramal de Campina Grande, que inicialmente partia desde Itabaiana até a cidade de Campina Grande e depois de concluída a ligação entre Sousa-Pombal, Pombal-Patos e Patos-Campina, ligou-se com o Ceará.

## Histórico
O ramal de Campina Grande, do qual a Estação de Areia de Baraúnas fazia parte, partia da ferrovia da Great Western, que ligava Recife a Natal. O ramal da Paraíba foi prolongado de Sousa até Patos, em 1944 e em 1958, completou a ligação férrea entre o Ceará e a Paraíba ou Pernambuco.
O trecho entre Campina Grande e Patos foi aberto em 1958, junto com ele, a Estação Areia de Baraúnas, construída pela empresa pernambucana Camillo Collier Ltda, um ano antes, a mando da Rede Ferroviária do Nordeste (RFN), vindo a ser desativada em 1997, posteriormente abandonada, ainda que os trens permanecessem por mais alguns anos trafegando pelo ramal.

## Localização
Construída no estilo Art déco, próxima à zona urbana de Areia de Baraúnas, a estação situava-se à altura do quilômetro 342 do Ramal de Campina Grande (de bitola métrica) e à uma altitude de 342 metros acima do nível do mar. Tinha como estações próximas a de Espinharas, em Passagem e a de Abismo, em Salgadinho.